# Borgo Grappa
Borgo Grappa (già Casal dei Pini) è una frazione del comune di Latina, ed è una piccola città di fondazione fascista fondata con funzione di centro rurale negli anni trenta, popolata in gran parte dai discendenti dei pionieri venetopontini. Il suo nome ricorda il Monte Grappa, uno tra i teatri della prima guerra mondiale e la Seconda guerra mondiale
L'abitato dista circa 3 km dal mare e si trova sulla strada Litoranea, tra Latina e Sabaudia.

## Storia
Prima della bonifica la località era indicata coi nomi di Porcareccia ed Archi di San Donato (toponimi attestati fin dal XVIII secolo), quindi, coi primi lavori di bonifica, fu detta Casal dei Pini. Il nome attuale fu dato al borgo in ricordo di uno dei luoghi storici della prima guerra mondiale e  della seconda guerra mondiale,il Monte Grappa. Il progetto di bonifica redatto dal governo nazionale nel 1929 prevedeva nella zona la strada Litoranea, intersecata dal prolungamento verso il mare della strada Migliara 45: all'incrocio tra questi due assi viari venne edificato un villaggio operaio; l'area era ricoperta da un bosco ceduo (facente parte della Macchia della Vozza), perciò si dovette per prima cosa procedere allo sgombero del terreno dalle piante e ceppaie che lo ricoprivano.
In prossimità del nuovo villaggio operaio era la località denominata Casale dei Pini, denominazione derivata da quattro piante messe a dimora nei pressi di un fabbricato appartenente ai Caetani, ove esistevano gruppi di capanne abitate da pastori provenienti dalle aree montane della Campagna. Nella cappella di Villa Fogliano, tuttora esistente, veniva celebrata settimanalmente la messa da un canonico della cattedrale di Sezze, che scendeva appositamente la domenica mattina e veniva ospitato dai Caetani fino al giorno seguente, quando faceva ritorno a Sezze a bordo di un calesse.
I lavori di costruzione del nuovo villaggio vennero iniziati nella primavera del 1929: sorsero la casa del capo-azienda, quella del medico, il forno, la caserma dei reali carabinieri, la scuola, la casa per i guardiani idraulici, la dispensa, l'ufficio postale, un salone per dopo-lavoro e relativi alloggi, la chiesa e la cabina elettrica con sovrastante il serbatoio dell'acqua potabile.
Nelle immediate vicinanze passava il Rio Martino, il cui fondo in due punti (Passo del Malconsiglio e Passo del Tradimento) si presentava interrato tanto da permetterne la traversata da una parte all'altra.
Quando, verso la fine del 1931, la costruzione del nuovo villaggio era da poco ultimata, vi presero dimora i primi tecnici ed operai, che procedettero alla prima, intensa opera di bonifica. Durante lo scavo effettuato per l'apertura di un alveo del Collettore delle Acque Medie vennero messi in luce resti di tombe romane, anfore e piccoli capitelli.
In seguito all'appoderamento il territorio circostante fu popolato da famiglie venetopontine provenienti da Veneto,  Friuli ed Emilia.
L'economia della frazione si basa sull'agricoltura e, in seguito alla vicinanza al mare, al parco nazionale del Circeo e ai laghi costieri di Fogliano, di Sabaudia e dei Monaci, anche su piccole attività legate al turismo.
Borgo Grappa è circondata da più di 15 km di campagna aperta, dove si possono ritrovare svariati tipi di flora e di fauna, grande attrazione per gli ornitologi.
A meno di 3 km  si trova la Villa di Fogliano, sull'omonimo lago.

## Toponomastica
Data la vicinanza del borgo al mare, la toponomastica locale ricorda soprattutto mari e golfi, sia italiani che stranieri.

## Sport
La squadra di calcio è la storica Polisportiva Parrocchiale Borgo Grappa, che nella stagione 2024-2025, milita nel campionato di Terza Categoria, Girone A.